# Rickard Lönn
Rickard Lönn (* 22. Januar 1990 in Varberg) ist ein Handballspieler aus Schweden.
Der 2,00 Meter große und 89 Kilogramm schwere linke Rückraumspieler stand von 2008 bis 2013 bei Redbergslids IK unter Vertrag. Zuvor spielte er bei HK Aranäs. Zur Saison 2013/14 wechselte er zum deutschen Bundesligisten TBV Lemgo. Nach dem schlechten Saisonstart in der Saison 2014/15 trennte sich der TBV Lemgo im November 2014 von Lönn. Nach nur einem halben Jahr beim dänischen Verein Bjerringbro-Silkeborg wechselte er zur Saison 2015/16 zurück in seine Heimat zum Redbergslids IK. Im Sommer 2017 schloss er sich Hammarby IF HF an.
Für die schwedische Nationalmannschaft bestritt Rickard Lönn bis September 2017 13 Länderspiele. Er stand im erweiterten Aufgebot für die Weltmeisterschaft 2011 sowie die Europameisterschaften 2012 und 2014.
Von Beruf ist er Projektleiter.

## Bundesligabilanz
| Saison    | Verein    | Spielklasse | Spiele | Tore | 7-Meter | Feldtore |
| --------- | --------- | ----------- | ------ | ---- | ------- | -------- |
| 2013/14   | TBV Lemgo | Bundesliga  | 32     | 59   | 0       | 59       |
| 2013–2014 | gesamt    | Bundesliga  | 32     | 59   | 0       | 59       |